# گری کوللینگ
گری کوللینگ (انگلیسی: Gary Culling؛ زادهٔ ۶ آوریل ۱۹۷۲) بازیکن فوتبال اهل بریتانیا است.
از باشگاه‌هایی که در آن بازی کرده‌است می‌توان به باشگاه فوتبال براینتری تاون و باشگاه فوتبال کولچستر یونایتد اشاره کرد.